# Чемпионат СССР по лёгкой атлетике 1986
Чемпионат СССР по лёгкой атлетике 1986 года проходил с 14 по 17 июля в Киеве на Республиканском стадионе. Соревнования являлись одним из этапов отбора в сборную СССР на чемпионат Европы в западногерманском Штутгарте. На протяжении четырёх дней были разыграны 36 комплектов медалей.
В первый и единственный раз в истории соревнования чемпионата СССР не входили в программу летней Спартакиады народов СССР, легкоатлетический турнир которой прошёл 16—20 сентября в Ташкенте.
Чемпионат в Киеве стартовал всего через пять дней после завершения состязаний Игр доброй воли, на которых выступали члены национальной сборной. Тем не менее, многие спортсмены приняли участие в обоих турнирах.
Серебряный призёр Игр доброй воли Елена Белевская показала высокий результат в прыжке в длину. В третий раз в сезоне она преодолела 7-метровый рубеж, вновь улучшив личное достижение. Попытка на 7,31 м стала 12-м результатом в истории мировой лёгкой атлетики, всего на 4 сантиметра хуже рекорда СССР.
36-летняя победительница Игр доброй воли Марина Степанова близко подобралась к мировому рекорду в беге на 400 метров с барьерами. Она уступила 0,29 секунды достижению Сабине Буш, показав лучший результат в истории чемпионатов страны — 53,84.
Толкатель ядра Сергей Смирнов проиграл 8 сантиметров собственному рекорду СССР (22,24 м), который установил месяцем ранее в Таллине. Соревнования в Киеве стали для ленинградского легкоатлета четвёртыми в карьере, на которых он отправил снаряд за 22 метра. Кроме него этот рубеж в СССР покорялся только экс-рекордсмену мира Александру Барышникову (22,00 м, 1976).
Олег Проценко после неудачного выступления на Играх доброй воли совершил далёкую попытку в тройном прыжке — 17,59 м, на 10 сантиметров хуже личного рекорда.
Андрей Прокофьев, неделей ранее повторивший рекорд Европы в беге на 110 метров с барьерами (13,28), в четвёртый раз стал летним чемпионом страны с лучшим результатом в истории национальных первенств — 13,46. Рекорды чемпионатов СССР также установили Радион Гатауллин в прыжке с шестом (5,85 м) и Марина Молокова в беге на 200 метров (22,46).
По традиции отличились бегуньи на средние дистанции. В женском финале на 800 метров 7 из 8 участниц пробежали дистанцию быстрее 2-х минут. Татьяна Самоленко и Равиля Аглетдинова «разменяли» 4 минуты в беге на 1500 метров.
В течение 1986 года в различных городах были проведены также чемпионаты СССР в отдельных дисциплинах лёгкой атлетики:
- 19—21 февраля — зимний чемпионат СССР по спортивной ходьбе (Сочи)
- 23—24 февраля — зимний чемпионат СССР по метаниям (Адлер)
- 2 марта — чемпионат СССР по кроссу (Ессентуки)
- 31 мая — чемпионат СССР по спортивной ходьбе на 50 километров (Алитус)
- 7 июня — чемпионат СССР по бегу на 10 000 метров среди женщин (Ленинград)
- 5—7 июля — чемпионаты СССР по марафону, спортивной ходьбе и многоборьям (Москва)

## Призёры

### Мужчины
| Дисциплина                          | Золото                                                                                   | Золото             | Серебро                                                                                       | Серебро            | Бронза                                                                         | Бронза   |
| ----------------------------------- | ---------------------------------------------------------------------------------------- | ------------------ | --------------------------------------------------------------------------------------------- | ------------------ | ------------------------------------------------------------------------------ | -------- |
| 100 м                               | Виктор Брызгин Украинская ССР Ворошиловград                                              | 10,28              | Александр Семёнов Москва                                                                      | 10,37              | Андрей Шляпников Москва                                                        | 10,44    |
| 200 м (ветер: 0,0 м/с)              | Александр Евгеньев Ленинград                                                             | 20,50              | Андрей Федорив Москва                                                                         | 20,63              | Владимир Крылов РСФСР Ульяновск                                                | 20,64    |
| 400 м                               | Александр Курочкин Казахская ССР Павлодар                                                | 45,89              | Аркадий Корнилов Ленинград                                                                    | 46,16              | Владимир Просин РСФСР Саратов                                                  | 46,20    |
| 800 м                               | Виктор Землянский Ленинград                                                              | 1.45,05            | Валерий Стародубцев РСФСР Иркутск                                                             | 1.45,32            | Владимир Граудынь Москва                                                       | 1.45,80  |
| 1500 м                              | Сергей Афанасьев РСФСР Московская область                                                | 3.39,52            | Игорь Лоторёв РСФСР Курск                                                                     | 3.39,86            | Василий Матвеев Москва                                                         | 3.39,86  |
| 5000 м                              | Михаил Дасько Ленинград                                                                  | 13.32,19           | Геннадий Темников РСФСР Улан-Удэ                                                              | 13.34,10           | Геннадий Фишман Белорусская ССР Минск                                          | 13.37,35 |
| 10 000 м                            | Олег Стрижаков Грузинская ССР Тбилиси                                                    | 28.38,85           | Геннадий Фишман Белорусская ССР Минск                                                         | 28.39,34           | Виктор Чумаков Белорусская ССР Минск                                           | 28.39,41 |
| 3000 м с препятствиями              | Иван Коновалов РСФСР Иркутск                                                             | 8.27,77            | Валерий Вандяк Украинская ССР Киев                                                            | 8.29,52            | Лев Глинских РСФСР Свердловск                                                  | 8.30,00  |
| 110 м с барьерами (ветер: +0,1 м/с) | Андрей Прокофьев РСФСР Свердловск                                                        | 13,46              | Игорь Казанов Белорусская ССР Минск Латвийская ССР Рига                                       | 13,51              | Александр Маркин Москва                                                        | 13,67    |
| 400 м с барьерами                   | Александр Васильев Белорусская ССР Минск                                                 | 48,55              | Тагир Земсков Ленинград                                                                       | 49,37              | Олег Азаров Украинская ССР Киев                                                | 49,44    |
| Прыжок в высоту                     | Валерий Середа Ленинград                                                                 | 2,34 м             | Андрей Морозов Ленинград                                                                      | 2,32 м             | Сергей Мальченко Москва                                                        | 2,32 м   |
| Прыжок с шестом                     | Радион Гатауллин Узбекская ССР Ташкент                                                   | 5,85 м             | Василий Бубка Украинская ССР Донецк                                                           | 5,80 м             | Валерий Ишутин Узбекская ССР Ташкент                                           | 5,65 м   |
| Прыжок в длину                      | Сергей Лаевский Украинская ССР Днепропетровск                                            | 8,14 м             | Вадим Кобылянский Украинская ССР Харьков                                                      | 8,05 м             | Олег Семираз Украинская ССР Тернополь                                          | 7,96 м   |
| Тройной прыжок                      | Олег Проценко РСФСР Московская область                                                   | 17,59 м (−2,1 м/с) | Геннадий Валюкевич Белорусская ССР Минск                                                      | 17,43 м (+0,4 м/с) | Владимир Плеханов Москва                                                       | 17,07 м  |
| Толкание ядра                       | Сергей Смирнов Ленинград                                                                 | 22,16 м            | Сергей Гаврюшин Москва                                                                        | 21,39 м            | Михаил Костин РСФСР Воронеж Белорусская ССР Минск                              | 20,88 м  |
| Метание диска                       | Ромас Убартас Литовская ССР Вильнюс                                                      | 67,28 м            | Вацлавас Кидикас Литовская ССР Каунас                                                         | 66,36 м            | Игорь Дугинец Ленинград Украинская ССР Одесса                                  | 63,44 м  |
| Метание молота                      | Беньяминас Вилуцкис Литовская ССР Клайпеда                                               | 79,28 м            | Игорь Никулин Ленинград                                                                       | 79,24 м            | Игорь Григораш Украинская ССР Ивано-Франковск                                  | 76,56 м  |
| Метание копья                       | Марек Калета Эстонская ССР Таллин                                                        | 82,00 м            | Хейно Пуусте Эстонская ССР Таллин                                                             | 81,92 м            | Виктор Евсюков Казахская ССР Алма-Ата                                          | 80,54 м  |
| Эстафета 4×100 м                    | Украинская ССР · Андрей Михалочко · Дмитрий Ваняикин · Николай Разгонов · Виктор Брызгин | 39,31              | Москва Андрей Шляпников Александр Семёнов Вадим Давыдов Андрей Федорив                        | 39,38              | Ленинград Владимир Кравцов Владимир Шершень Александр Евгеньев Николай Юшманов | 39,50    |
| Эстафета 4×400 м                    | РСФСР · Владимир Смеричинский · Валерий Стародубцев · Владимир Крылов · Владимир Просин  | 3.04,89            | Белорусская ССР · Николай Талецкий · Владимир Будько · Александр Васильев · Владимир Володько | 3.06,62            | Москва Николай Чернецкий Валерий Вихров Максим Марченко Юрий Козлов            | 3.06,80  |

### Женщины
| Дисциплина                          | Золото                                                                                       | Золото            | Серебро                                                                          | Серебро           | Бронза                                                                                     | Бронза   |
| ----------------------------------- | -------------------------------------------------------------------------------------------- | ----------------- | -------------------------------------------------------------------------------- | ----------------- | ------------------------------------------------------------------------------------------ | -------- |
| 100 м                               | Ирина Слюсарь Украинская ССР Днепропетровск                                                  | 11,22             | Антонина Настобурко Украинская ССР Никополь                                      | 11,27             | Марина Молокова РСФСР Иркутск                                                              | 11,30    |
| 200 м (ветер: +0,1 м/с)             | Марина Молокова РСФСР Иркутск                                                                | 22,46             | Наталья Бочина Ленинград                                                         | 22,60             | Ольга Владыкина Украинская ССР Ворошиловград                                               | 22,67    |
| 400 м                               | Мария Пинигина Украинская ССР Киев                                                           | 50,50             | Винета Икауниеце Латвийская ССР Огре                                             | 51,55             | Людмила Белова-Федорива Москва                                                             | 51,57    |
| 800 м                               | Любовь Кирюхина Москва                                                                       | 1.57,18           | Ирина Подъяловская Москва                                                        | 1.57,86           | Надежда Олизаренко Украинская ССР Одесса                                                   | 1.58,18  |
| 1500 м                              | Татьяна Самоленко Украинская ССР Запорожье                                                   | 3.59,45           | Равиля Аглетдинова Белорусская ССР Минск                                         | 3.59,84           | Любовь Кремлёва РСФСР Московская область                                                   | 4.01,57  |
| 3000 м                              | Регина Чистякова Литовская ССР Вильнюс                                                       | 8.40,74           | Елена Жупиёва Украинская ССР Харьков                                             | 8.42,09           | Наталья Лагункова Украинская ССР Чернигов                                                  | 8.48,15  |
| 5000 м                              | Светлана Ульмасова Узбекская ССР Андижан                                                     | 15.26,56          | Марина Родченкова Москва                                                         | 15.28,40          | Наталья Сорокивская Казахская ССР Алма-Ата                                                 | 15.28,55 |
| 100 м с барьерами (ветер: −0,7 м/с) | Вера Акимова Москва                                                                          | 12,68             | Елена Политика Украинская ССР Харьков                                            | 12,71             | Наталья Григорьева Украинская ССР Харьков                                                  | 12,75    |
| 400 м с барьерами                   | Марина Степанова Ленинград                                                                   | 53,84             | Маргарита Хромова Ленинград                                                      | 54,70             | Маргарита Навицкайте Литовская ССР Вильнюс                                                 | 55,63    |
| Прыжок в высоту                     | Ольга Турчак Казахская ССР Алма-Ата                                                          | 1,97 м            | Марина Дегтярь Украинская ССР Одесса                                             | 1,91 м            | Лариса Косицына РСФСР Московская область                                                   | 1,91 м   |
| Прыжок в длину                      | Елена Белевская Белорусская ССР Минск                                                        | 7,31 м (−0,2 м/с) | Ниёле Медведева Литовская ССР Вильнюс                                            | 6,95 м (+0,5 м/с) | Лариса Бережная Украинская ССР Киев                                                        | 6,85 м   |
| Толкание ядра                       | Наталья Лисовская Москва                                                                     | 21,38 м           | Людмила Воевудская Украинская ССР Никополь                                       | 20,22 м           | Нуну Абашидзе Украинская ССР Одесса                                                        | 20,09 м  |
| Метание диска                       | Эллина Зверева РСФСР Московская область                                                      | 66,06 м           | Лариса Медникова Казахская ССР Алма-Ата                                          | 62,78 м           | Галина Ермакова РСФСР Московская область                                                   | 61,90 м  |
| Метание копья                       | Ирина Костюченкова Украинская ССР Харьков                                                    | 65,56 м           | Наталья Ермолович Белорусская ССР Могилёв                                        | 65,08 м           | Наталья Шиколенко Белорусская ССР Минск                                                    | 63,56 м  |
| Эстафета 4×100 м                    | Украинская ССР · Наталья Григорьева · Ирина Скибинских · Ирина Слюсарь · Антонина Настобурко | 43,28             | Москва Марина Клеянкина Наталья Помощникова Светлана Жиздрикова Ольга Золотарёва | 43,39             | Казахская ССР · Наталья Миляускене · Ольга Кваст · Любовь Александрова · Вера Севальникова | 43,95    |
| Эстафета 4×400 м                    | Украинская ССР · Людмила Джигалова · Надежда Олизаренко · Мария Пинигина · Ольга Владыкина   | 3.21,94           | Ленинград Ольга Назарова Марина Степанова Маргарита Хромова Лариса Лесных        | 3.24,70           | Москва Елена Голешева Любовь Кирюхина Ольга Назарова Людмила Белова-Федорива               | 3.24,73  |

## Зимний чемпионат СССР по спортивной ходьбе
Зимний чемпионат СССР по спортивной ходьбе прошёл 19—21 февраля в Сочи. В программе были соревнования в ходьбе по шоссе на 30 км у мужчин и 10 км у женщин.

### Мужчины
| Дисциплина      | Золото                                   | Золото  | Серебро                          | Серебро | Бронза                               | Бронза  |
| --------------- | ---------------------------------------- | ------- | -------------------------------- | ------- | ------------------------------------ | ------- |
| Ходьба на 30 км | Виктор Мостовик Молдавская ССР Тирасполь | 2:07.01 | Вячеслав Иваненко РСФСР Кемерово | 2:07.04 | Евгений Мисюля Белорусская ССР Минск | 2:07.40 |

### Женщины
| Дисциплина      | Золото                                | Золото  | Серебро                        | Серебро | Бронза                          | Бронза  |
| --------------- | ------------------------------------- | ------- | ------------------------------ | ------- | ------------------------------- | ------- |
| Ходьба на 10 км | Александра Григорьева РСФСР Чебоксары | 45.32,7 | Вера Осипова РСФСР Новосибирск | 45.41,0 | Елена Кузнецова РСФСР Чебоксары | 45.51,0 |

## Зимний чемпионат СССР по метаниям
Зимний чемпионат СССР по метаниям прошёл 23—24 февраля в Адлере на стадионах «Трудовые резервы» и «Труд». Соревнования стали одними из первых в мире, на которых было использовано мужское копьё нового образца. Официально изменения в правилах ИААФ, касающиеся смещения центра тяжести копья, вступали в силу с 1 апреля 1986 года, однако Федерация лёгкой атлетики СССР решила опробовать новинку на февральском чемпионате страны.

### Мужчины
| Дисциплина     | Золото                                     | Золото  | Серебро                               | Серебро | Бронза                                      | Бронза  |
| -------------- | ------------------------------------------ | ------- | ------------------------------------- | ------- | ------------------------------------------- | ------- |
| Метание диска  | Владимир Зинченко Украинская ССР Запорожье | 63,26 м | Вацлавас Кидикас Литовская ССР Каунас | 61,66 м | Сергей Лукашок Белорусская ССР Минск        | 60,92 м |
| Метание молота | Игорь Никулин Ленинград                    | 81,02 м | Сергей Литвинов РСФСР Ростов-на-Дону  | 80,16 м | Игорь Астапкович Белорусская ССР Новополоцк | 78,24 м |
| Метание копья  | Хейно Пуусте Эстонская ССР Таллин          | 78,62 м | Виктор Евсюков Казахская ССР Алма-Ата | 76,94 м | Сергей Гаврась Украинская ССР Сумы          | 76,74 м |

### Женщины
| Дисциплина    | Золото                                      | Золото  | Серебро                                         | Серебро | Бронза                                  | Бронза  |
| ------------- | ------------------------------------------- | ------- | ----------------------------------------------- | ------- | --------------------------------------- | ------- |
| Метание диска | Галина Савинкова РСФСР Московская область   | 65,18 м | Любовь Зверкова РСФСР Волгоград                 | 62,20 м | Эллина Зверева РСФСР Московская область | 58,92 м |
| Метание копья | Наталья Коленчукова Белорусская ССР Могилёв | 65,68 м | Зинаида Гаврилина Украинская ССР Днепропетровск | 63,60 м | Лариса Авдеева РСФСР Ставрополь         | 60,88 м |

## Чемпионат СССР по кроссу
Чемпионат СССР по кроссу 1986 года состоялся 2 марта в курортном городе Ессентуки, РСФСР. Трасса была проложена по территории городского Парка культуры и отдыха.

### Мужчины
| Дисциплина  | Золото                           | Золото  | Серебро                               | Серебро | Бронза                                          | Бронза  |
| ----------- | -------------------------------- | ------- | ------------------------------------- | ------- | ----------------------------------------------- | ------- |
| Кросс 5 км  | Ринат Алтынгужин РСФСР Челябинск | 14.29,4 | Геннадий Фишман Белорусская ССР Минск | 14.33,6 | Олег Пономарчук РСФСР Владивосток               | 14.34,2 |
| Кросс 12 км | Сергей Скоринов РСФСР Красноярск | 36.06,6 | Иван Коновалов РСФСР Иркутск          | 36.15,4 | Александр Мокринский Украинская ССР Севастополь | 36.23,0 |

### Женщины
| Дисциплина | Золото                                     | Золото  | Серебро                                  | Серебро | Бронза                              | Бронза  |
| ---------- | ------------------------------------------ | ------- | ---------------------------------------- | ------- | ----------------------------------- | ------- |
| Кросс 3 км | Марина Плужникова РСФСР Горький            | 9.45,4  | Разиля Ширгазина Узбекская ССР Фергана   | 9.46,6  | Валентина Васильева РСФСР Чебоксары | 9.48,8  |
| Кросс 5 км | Наталья Сорокивская Казахская ССР Алма-Ата | 16.40,4 | Светлана Ульмасова Узбекская ССР Андижан | 16.44,2 | Елена Сипатова Москва               | 16.45,2 |

## Чемпионат СССР по спортивной ходьбе на 50 км
Чемпионы СССР в ходьбе на 50 км у мужчин определились 31 мая 1986 года в Алитусе, Литовская ССР. Валерий Сунцов впервые в карьере выиграл национальное первенство.

### Мужчины
| Дисциплина      | Золото                       | Золото  | Серебро                          | Серебро | Бронза                               | Бронза  |
| --------------- | ---------------------------- | ------- | -------------------------------- | ------- | ------------------------------------ | ------- |
| Ходьба на 50 км | Валерий Сунцов РСФСР Устинов | 3:45.55 | Вячеслав Иваненко РСФСР Кемерово | 3:47.01 | Сергей Процышин Украинская ССР Львов | 3:47.38 |

## Чемпионат СССР по бегу на 10 000 метров среди женщин
Победители чемпионата страны в беге на 10 000 метров среди женщин определились 7 июня в Ленинграде на стадионе имени С. М. Кирова в рамках XXIX Мемориала братьев Знаменских.

### Женщины
| Дисциплина | Золото                                     | Золото   | Серебро                              | Серебро  | Бронза                                     | Бронза   |
| ---------- | ------------------------------------------ | -------- | ------------------------------------ | -------- | ------------------------------------------ | -------- |
| 10 000 м   | Светлана Гуськова Молдавская ССР Тирасполь | 31.56,66 | Елена Жупиёва Украинская ССР Харьков | 31.57,00 | Наталья Сорокивская Казахская ССР Алма-Ата | 32.06,38 |

## Чемпионаты СССР по марафону, спортивной ходьбе и многоборьям
Чемпионаты страны 1986 года в марафонском беге, спортивной ходьбе и многоборьях состоялись 5—7 июля в Москве в рамках Игр доброй воли. Соревнования прошли на Большой спортивной арене Центрального стадиона имени В. И. Ленина. В марафоне и спортивной ходьбе чемпионаты были открытыми, то есть в розыгрыше медалей участвовали также иностранные спортсмены. Благодаря этому положению регламента, Белайне Денсамо из Эфиопии стал чемпионом СССР в марафоне, а австралийка Керри Саксби — в ходьбе на 10 000 метров среди женщин. В то же время данное правило не распространялось на многоборья, поэтому национальное первенство в семиборье выиграла Наталья Шубенкова, а не американка Джекки Джойнер, ставшая первой в зачёте Игр доброй воли с новым мировым рекордом (7148 очков).
Турниры многоборцев в рамках Игр доброй воли проводились на Большой спортивной арене, одновременно на Северном спортивном ядре в рамках национального первенства соревновались атлеты, не прошедшие в состав сборной СССР. При подведении итогов чемпионата СССР учитывались результаты обоих турниров.
Александра Григорьева установила новый рекорд Европы в ходьбе на 10 000 метров по стадиону — 46.00,27.

### Мужчины
| Дисциплина      | Золото                        | Золото    | Серебро                                  | Серебро   | Бронза                               | Бронза     |
| --------------- | ----------------------------- | --------- | ---------------------------------------- | --------- | ------------------------------------ | ---------- |
| Марафон         | Белайне Денсамо Эфиопия       | 2:14.42   | Игорь Браславский Молдавская ССР Кишинёв | 2:15.24   | Яков Толстиков РСФСР Кемерово        | 2:16.22    |
| Ходьба на 20 км | Алексей Першин РСФСР Куйбышев | 1:23.29   | Александр Бояршинов РСФСР Новосибирск    | 1:23.36   | Евгений Мисюля Белорусская ССР Минск | 1:23.53    |
| Десятиборье     | Григорий Дегтярёв РСФСР Киров | 8322 очка | Александр Апайчев Украинская ССР Киев    | 8244 очка | Вальтер Кюльвет Эстонская ССР Тарту  | 8168 очков |

### Женщины
| Дисциплина         | Золото                                  | Золото    | Серебро                              | Серебро    | Бронза                                  | Бронза     |
| ------------------ | --------------------------------------- | --------- | ------------------------------------ | ---------- | --------------------------------------- | ---------- |
| Марафон            | Надежда Гумерова Казахская ССР Алма-Ата | 2:33.35   | Ирина Богачёва Киргизская ССР Фрунзе | 2:34.09    | Татьяна Гриднева Казахская ССР Алма-Ата | 2:34.40    |
| Ходьба на 10 000 м | Керри Саксби Австралия                  | 45.08,13  | Гуань Пин Китай                      | 45.56,50   | Александра Григорьева РСФСР Чебоксары   | 46.00,27   |
| Семиборье          | Наталья Шубенкова РСФСР Барнаул         | 6631 очко | Марианна Масленникова Ленинград      | 6416 очков | Вальда Рушките Литовская ССР Вильнюс    | 6349 очков |